# Karlo Stipanić
Karlo Stipanić   (Crikvenica, 8 de desembre de 1941) és un waterpolista croat, ja retirat, que va competir sota bandera iugoslava durant les dècades de 1960 i 1970. Jugava de porter.
El 1964 va prendre part en els Jocs Olímpics d'Estiu de Tòquio, on guanyà la medalla de plata en la competició del waterpolo. Quatre anys més tard, als Jocs de Ciutat de Mèxic, guanyà la medalla d'or en la mateixa prova. El 1972 disputà els seus tercers, i darrers, Jocs Olímpics, on fou cinquè en la competició de waterpolo.
En el seu palmarès també destaquen dues medalles de bronze al Campionat d'Europa de waterpolo, el 1966 i 1970, i una medalla d'or als Jocs del Mediterrani de 1967.
A nivell de clubs jugà al HAVK Mladost (1959-1973), amb qui guanyà tres lligues de Iugoslàvia, el 1968, 1969 i 1970, quatre edicions de la Copes d'Europa de Waterpolo, el 1968, 1969, 1970 i 1972. El 1973 fitxà pel Lugano de Suïssa, on va jugar fins al 1981. El 1967 i 1968 fou escollit millor porter del món.